# Мелл
Мелл (англ. The Mall) — вулиця в лондонському районі Вестмінстер, що зв'язує Букінгемський палац з Трафальгарською площею. Створена на початку XX століття спеціально для урочистих церемоній за участю британських монархів. У вихідні буває закрита для руху. З південного боку вулиці — Сент-Джеймський парк, з північного — Ланкастер-гауз, Сент-Джеймський палац та Мальборо-хаус, із заходу — пам'ятник Вікторії, зі сходу — Адміралтейська арка.